# 4-ヒドロキシフェニル酢酸
4-ヒドロキシフェニル酢酸（4-ヒドロキシフェニルさくさん、英: 4-Hydroxyphenylacetic acid）は、化学式C8H8O3で表される、フェノール性水酸基を持ったカルボン酸である。p-ヒドロキシフェニル酢酸、PHPAとも称する。天然にはオリーブオイルやビールに含まれる。

## 合成
4-ヒドロキシマンデル酸をリンとヨウ素で還元することにより得られる。

## 用途
工業的に4-ヒドロキシフェニル酢酸は、アドレナリンβ1受容体遮断薬で、主に心臓に対する交感神経による刺激を入らないようするアテノロールを合成する際の中間体になる。
この他、3,4-ジヒドロキシフェニル酢酸、コクラウリンを合成する際の中間体にもなる。